# Plesiochrysa ruficeps

Plesiochrysa ruficeps är en insektsart som först beskrevs av Robert McLachlan 1875.
Plesiochrysa ruficeps ingår i släktet Plesiochrysa och familjen guldögonsländor.

## Underarter
Arten delas in i följande underarter:
- Plesiochrysa ruficeps ruficeps
- Plesiochrysa ruficeps fervida